# NGC 7331
NGC 7331 ist eine Spiralgalaxie vom Hubble-Typ Sbc im Sternbild Pegasus am Nordsternhimmel. Sie ist schätzungsweise 46 Millionen Lichtjahre von der Milchstraße entfernt und hat einen Scheibendurchmesser von etwa 140.000 Lj. Im selben Himmelsareal befindet sich u. a. die Zwerggalaxie NGC 7337.
Das Objekt wurde am 6. September 1784 von dem deutsch-britischen Astronomen Wilhelm Herschel entdeckt.

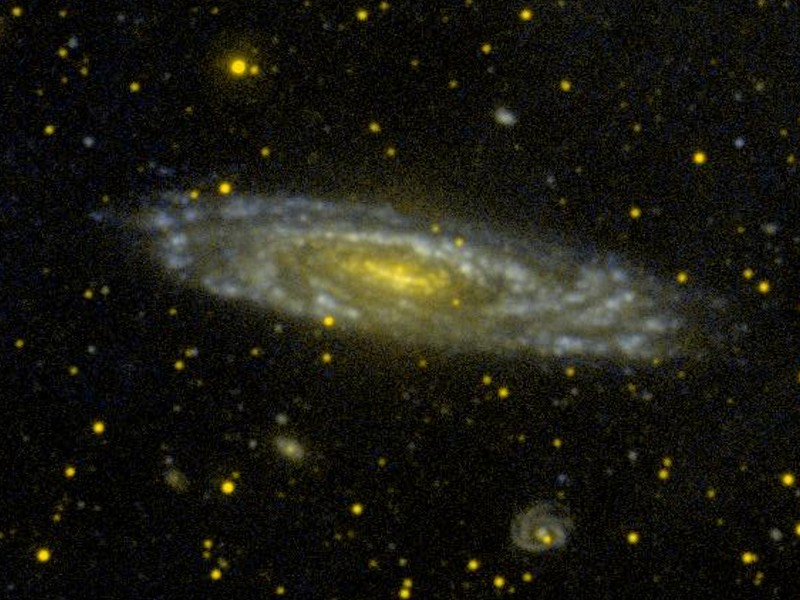
Aufnahme im UV-Spektrum durch GALEX
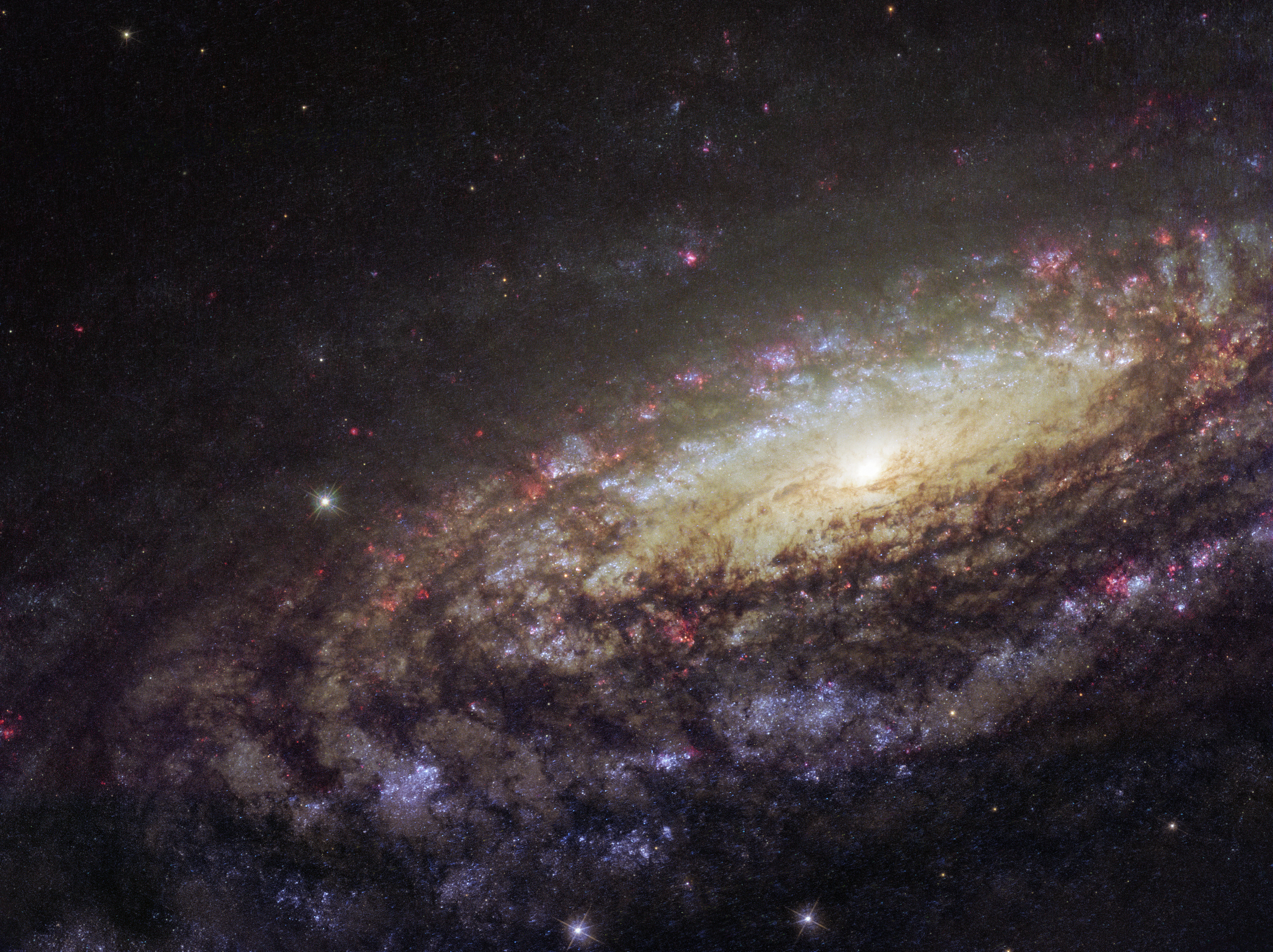
Hochaufgelöste Aufnahme des Hubble-Weltraumteleskops
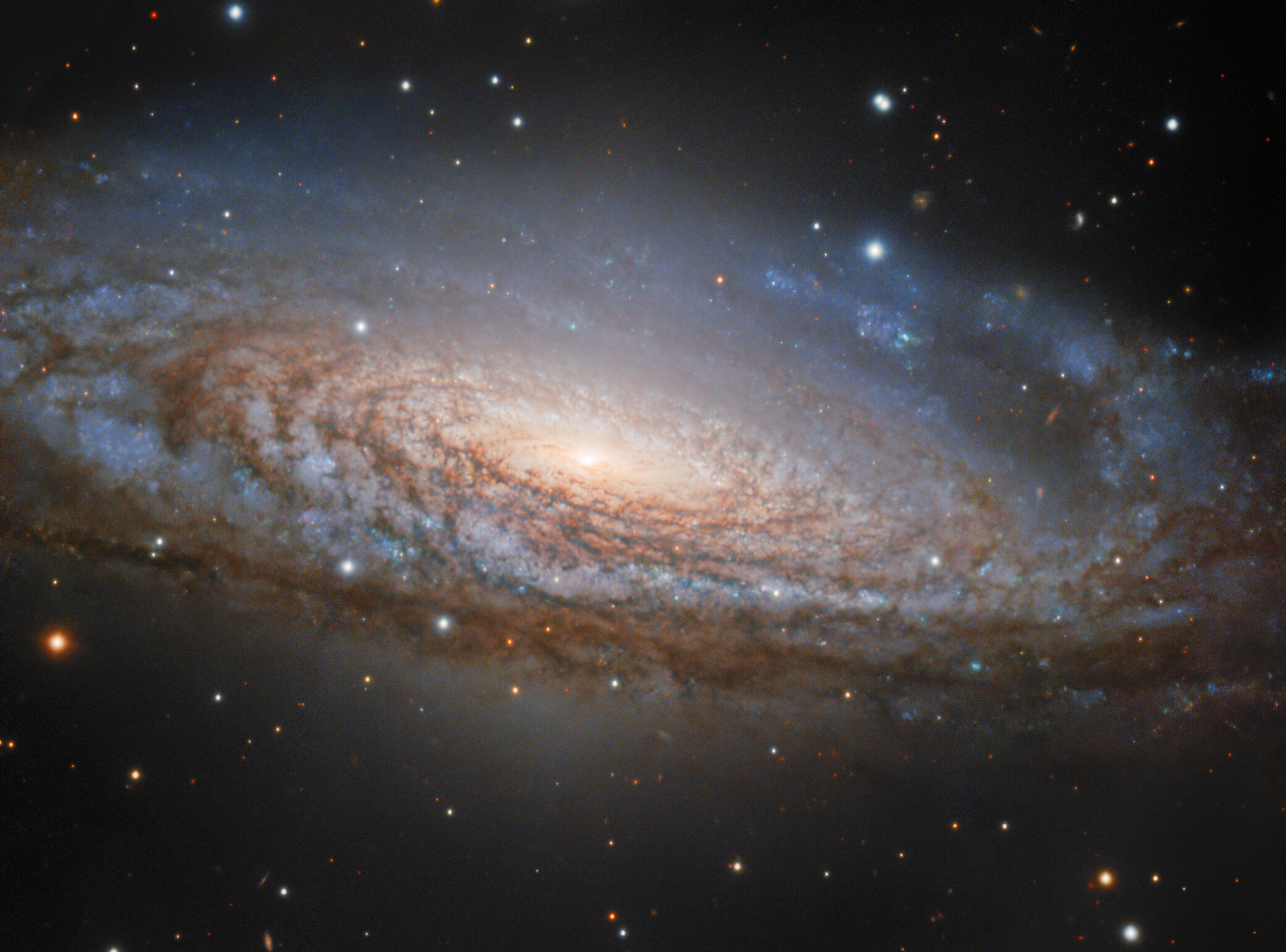
Aufnahme durch das 8 Meter durchmessende Teleskop des Gemini Observatory
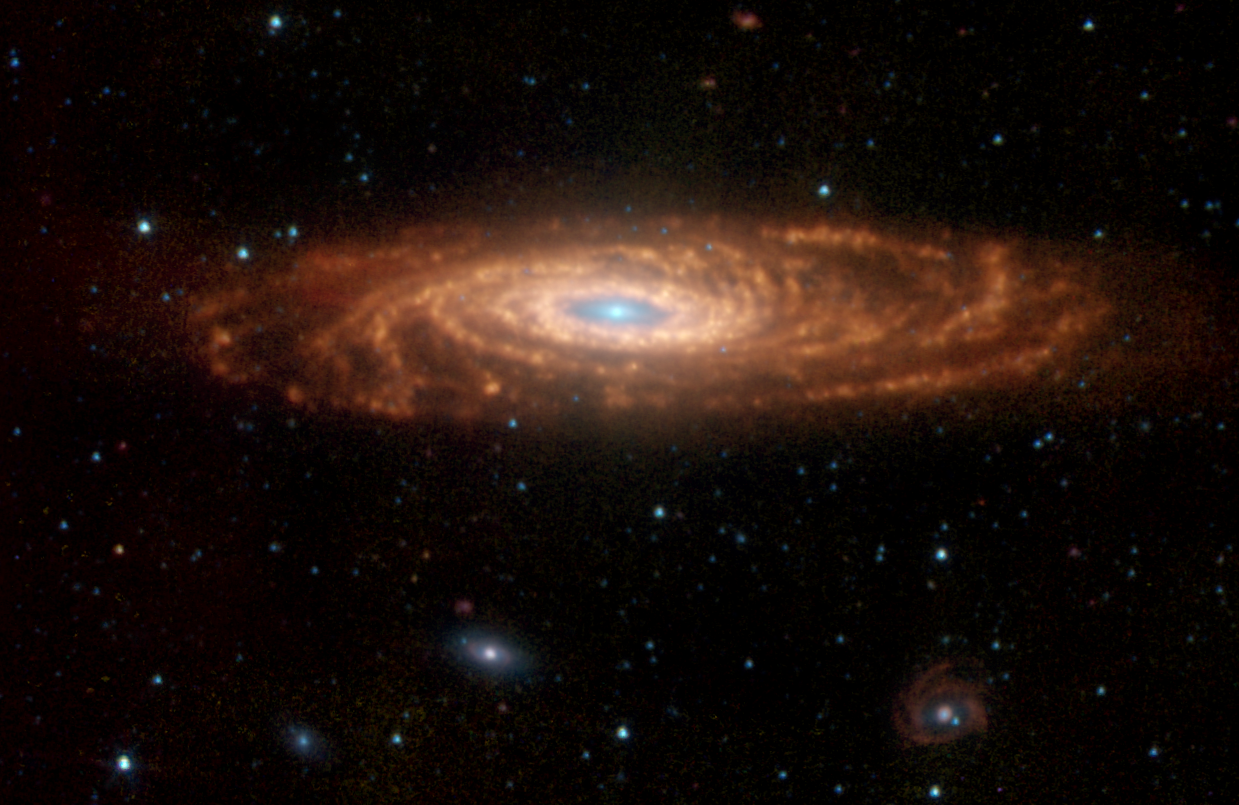
Aufnahme im mittleren Infrarot durch das Spitzer-Weltraumteleskop

## NGC 7331-Gruppe(LGG 459)
| Galaxie   | Alternativname | Entfernung/Mio. Lj |
| --------- | -------------- | ------------------ |
| NGC 7331  | PGC 69327      | 46                 |
| NGC 7320  | PGC 69270      | 45                 |
| NGC 7363  | PGC 69580      | 310!               |
| PGC 69173 | UGC 12082      | 45                 |
| PGC 69019 | UGC 12060      | 49                 |